# Liste der Staatsoberhäupter 38 v. Chr.
Übersicht
◄◄ | ◄ | 42 v. Chr. | 41 v. Chr. | 40 v. Chr. | 39 v. Chr. | Liste der Staatsoberhäupter 38 v. Chr. | 37 v. Chr. | 36 v. Chr. | 35 v. Chr. | 34 v. Chr. | ► | ►►

Weitere Ereignisse

## Afrika
- Ägypten
  - Königin: Kleopatra VII. (51–30 v. Chr.)

## Asien
- Armenien
  - König: Artavasdes II. (55–34 v. Chr.)

- Charakene
  - König: Attambelos I. (47/46–25/24 v. Chr.)

- China
  - Kaiser: Han Yuandi (49–33 v. Chr.)

- Iberien (Kartlien)
  - König: Bartom (63–30 v. Chr.)

- Indien
  - Indo-Griechisches Reich
    - König: Zoilos II. (50–30 v. Chr.)

  - Indo-Skythisches Königreich
    - König: Azilises (57–35 v. Chr.)

  - Shatavahana
    - König: Mrigendra Svatikarna (46–36 v. Chr.)

- Japan (Legendäre Kaiser)
  - Kaiser: Sujin (97–30 v. Chr.)

- Judäa
  - König: Antigonos der Hasmonäer (40–37 v. Chr.)
  - König: Herodes (39–4 v. Chr.)

- Kappadokien
  - König: Ariarathes X. (42–36 v. Chr.)

- Kommagene
  - König: Antiochos I. (69–38 v. Chr.)
  - König: Mithridates II. (38–20 v. Chr.)

- Korea
  - Dongbuyeo
    - König: Geumwa (48–7 v. Chr.)

  - Silla
    - König: Bak Hyeokgeose Geoseogan (57 v. Chr.–4)

- Nabataea
  - König: Malichus I. (59–28 v. Chr.)

- Osrhoene
  - König: Ma’nu II. (52–34 v. Chr.)

- Partherreich
  - Schah (Großkönig): Orodes II. (57–38 v. Chr.)
  - Schah (Großkönig): Phraates IV. (38–2 v. Chr.)

- Pontos
  - König: Dareios (39–37 v. Chr.)

## Europa
- Bosporanisches Reich
  - König: Asandros (47–20 v. Chr.)

- Britannien
  - Catuvellaunen
    - König von Catuvellauni: Cassivellaunus (54–20 v. Chr.)

  - Atrebaten
    - König von Atrebates: Commius (57–20 v. Chr.)

- Odrysisches Königreich
  - König: Sadalas III. (42–31 v. Chr.)
  - König: Cotys II. (Abdera-Linie) (42–31 v. Chr.)

- Römisches Reich
  - Konsul: Appius Claudius Pulcher (38 v. Chr.)
  - Konsul: Gaius Norbanus Flaccus (38 v. Chr.)
  - Suffektkonsul: Lucius Cornelius Lentulus (38 v. Chr.)
  - Suffektkonsul: Lucius Marcius Philippus (38 v. Chr.)